# Claudia Sabine Meier
Claudia Sabine Meier (* 25. Oktober 1968 als Andreas Heribert Meier in Bern, Schweiz) ist eine Schweizer Aktivistin für die Verbesserung der Situation von Transmenschen in der Schweiz. Sie bezeichnet sich selbst als «Lifeartist» (dt. «Lebenskünstlerin»).

## Leben
Meier wuchs in Schwefelbergbad auf und absolvierte zahlreiche Ausbildungen im Hotelfach. Sie schloss unter anderem als eidg. Dipl.-Betriebswirtschaftlerin und Dipl.-Unternehmerin ab. Ferner bildete sie sich an verschiedenen Fachhochschulen zum Coach, Personaldiagnostikerin und -Entwicklerin aus. Meier heiratete und zeugte eine Tochter, liess sich später wieder scheiden. 2012 folgte die chirurgische Geschlechtsanpassung in München.
Meier führte zwischen 2000 und 2012 das von den Eltern übernommene Resort-Hotel Schwefelberg-Bad. Sie verkaufte das Hotel 2012, um sich neu zu orientieren und schlussendlich der Operation in München widmen zu können. Medienpräsenz erreichte Meier vor allem durch das Leben als Hoteliere und die Durchsetzung verschiedenster Präzedenzfälle für Transmenschen in der Schweiz.
Ihr ist seit 2011 eine einfachere Namensänderung im Kanton Bern für Transmenschen zu verdanken. Durch geschicktes Einsetzen der Medien führte dies zu Motionen in der Berner Regierung. Nach dieser Änderung wurde der Vorname von Herr Andreas Heribert auf Herr Claudia Sabine geändert, was jedoch, in der Schweiz, auf den Geschlechteintrag keine Wirkung hat.
Da die Schweiz kein spezielles Gesetz für Transmenschen besitzt, setzte sich Meier 2012 für den Präzedenzfall ein, die Geschlechteränderung, rein auf gutachterlichen Ebene ohne medizinische Massnahmen, vollziehen zu können. Im 3. Quartal 2012 entschied das Regionalgericht Bern-Mittelland mit dem Entscheid CIV 12 1217 JAC, dass für die Änderung des Personenstandes weder eine Hormontherapie noch ein operativer Eingriff vonnöten sei, entscheidend sind entsprechende psychologische Gutachten. Erst da wurde der Geschlechtereintrag von «M» auf «F» gewechselt.
2014 bewarb sie sich als ehemaliger Fourier beim Swissint der Schweizer Armee. Trotz des Artikels 25.60 («Störung der Geschlechtsidentität») in der Nosologia Militaris, welcher eine zwingende Untauglichkeit für Transpersonen in der Schweizer Armee vorsieht, leistete sie einen Swisscoy-Einsatz im Kosovo, jedoch nicht als Fourier, sondern als Köchin. Der in der Reihe «Reporter auf SRF1» ausgestrahlten Sendung «Mensch Claudia» ist zu entnehmen, dass dies die Vereinbarung zwischen Meier und der Armee war, einen Konsens zu finden, sie als erste trans Person in der Schweizer Armee, für den Einsatz zu qualifizieren.
Sie wirbt mit Vorträgen und Workshops in Schulen, Firmen und Organisationen für mehr Verständnis in der Gesellschaft für Transmenschen. Begleitet und coacht Betroffene in der Schweiz. Meier kündete 2016 in der Sendung Giacobbo/Müller eine Autobiographie mit dem Namen Oh Mann, Frau Meier an, diese ist im März 2018 erschienen. Meier ist in zahlreichen in- und ausländischen Medien erwähnt worden und gilt als eine bekannte Transfrau der Schweiz.

## Dokumentarfilme
- Rolf Dietrich: Reporter Von Andreas zu Claudia. SRF 2011, 23 min.[15]
- Rolf Dietrich: Mensch Claudia. SRF 2014, 24 min.[16]
- Luc Walproth: Was ist Mut und wie bringt er uns weiter? Was-wenn-Filmreihe. Die Mobiliar-Versicherung 2017, 10 min.[17]

## Werke
- mit Holger Schäben als Co-Autor: Oh Mann, Frau Meier. Alles andere als eine transnormale Geschichte. Münsterverlag, Basel 2018, ISBN 978-3-905896-82-4.